# Woutchaba
Woutchaba (ou Vuchaba, Woutchabe, Woutschaba, Wutschaba) est un village du Cameroun situé dans la région de l'Est et le département du Lom-et-Djérem. Il fait partie de l'arrondissement (commune) de Bélabo.

## Population
En 1966-1967, Woutchaba comptait 440 habitants, principalement des Kepere. Lors du recensement de 2005, on y a dénombré 266 personnes.

## Infrastructures
Woutchaba dispose d'un centre de santé et d'une école publique.

## Personnalités nées à Woutchaba
- Charles Salé, homme politique et écrivain
- Félix Sabal-Lecco, homme politique et enseignant